# Fabián Václav Harovník
Fabián (Šebestián) Václav Harovník ze Sferinu, psaný též Harownig (činný od 1635 nebo 1637 Praha - 1683 Praha, pohřben 4. prosince) byl český malíř; specializoval se na nástěnnou dekorativní výmalbu palácových prostor, ale i na celoplošné dekorace (Císařský sál Lobkowiczkého paláce). V polovině 17. století byl jedním z prvních specialistů na nástropní malbu v Čechách. Uplatnil se i jako jeden z prvních divadelních výtvarníků. Za hájení Prahy proti Švédům ho císař Ferdinand III. povýšil do vladyckého stavu s přídomkem "ze Sferinu".

## Životopis
Fabián Václav Harovník se pravděpodobně narodil v Praze roku 1606/7, ale možná až ve 20. letech 17. století. Pocházel z vážené staroměstské rodiny. Jeho otec, který byl knihařem, nechal syna vyučit malířským technikám asi v některé z pražských dílen. V roce 1635 se malíř stal staroměstským měšťanem, ale za tamního malířského mistra byl zvolen až 13. června 1650. Uvádí se, že již v roce 1639 se účastnil obrany Prahy proti Švédům jako poddůstojník a tuto pozici zastával až do roku 1645. Při pozdějším obléhání města Švédy nechal na svůj náklad vyzbrojil i své dva tovaryše. Navíc dal zbořit jeden ze svých domů blízko městských hradeb a materiál nechal použít ke zpevnění městského opevnění. Za tyto činy byl 10. ledna 1654 císařem Ferdinandem III. (1608–1657) povýšen do vladyckého stavu s predikátem a erbem, který již v roce 1590 udělil císař Rudolf II. jeho strýci Janu Sferinovi ze Sferinu.
Po skončení třicetileté války se Fabián Václav Harovník stal vyhledávaným malířem nástěnných maleb. Překvapuje proto, že v roce 1650 byl přijat do malířského cechu na Starém Městě pražském. Ale již v roce 1653 byl spolu s Karlem Škrétou (1610?-1674) a třemi dalšími malíři zvolen za staršího staroměstského cechu. V letech 1651–1652 se Fabián Harovník podílel na nástropní malbě ve Španělském sále na zámku v Náchodě. Malba se však nedochovala, neboť v 18. století byla nahrazena freskou Triumfální vstup knížete Ottavia Piccolominiho do Olympské válečné slávy od Felixe Antonína Schafflera (1701–1761). O tři roky později Fabián Harovník zde, spolu s Giovanni Vanettim, pokračovali na malířské výzdobě zámecké kaple Nanebevzetí Panny Marie. V letech 1657 až 1660 Harovník pracoval na rozsáhlé nástropní výzdobě zámeckých sálů v Novém Městě nad Metují. Kolem roku 1660 se zabýval i scénickými návrhy k opeře "Nádhera" jako divadelní výtvarník. K vrcholům Harovníkovy malířské tvorby patří fresková výzdoba sálů piano nobile Lobkowiczkého paláce na Pražském hradě, včetně tamního Císařského sálu a kaple sv. Václava (1664/5-1669). Dalším dílem Fabiána Harovníka byla malířská výzdoba hlavního sálu zámku ve Štěkni provedená v letech 1669–1679 na objednávku hraběte Jana Antonína Losyho z Losinthalu. Poslední Harovníkovy práce z let 1681–1682 vznikly pro pražský kostel Panny Marie před Týnem. Fabián Václav Harovník zemřel v roce 1683 a byl pohřben v kostele sv. Havla na Starém Městě pražském. Tomuto kostelu věnoval polovinu svých sakrálních děl. Druhou polovinu odkázal kostelu Panny Marie před Týnem.

## Umělecká tvorba
Pravděpodobně první prací Harovníkovy dílny byla oprava sousoší Kalvárie na Karlově mostě (dnes nedochované). Nedochovaly se ani nástěnné malby ve Španělském sále na zámku v Náchodě z let 1651/52.

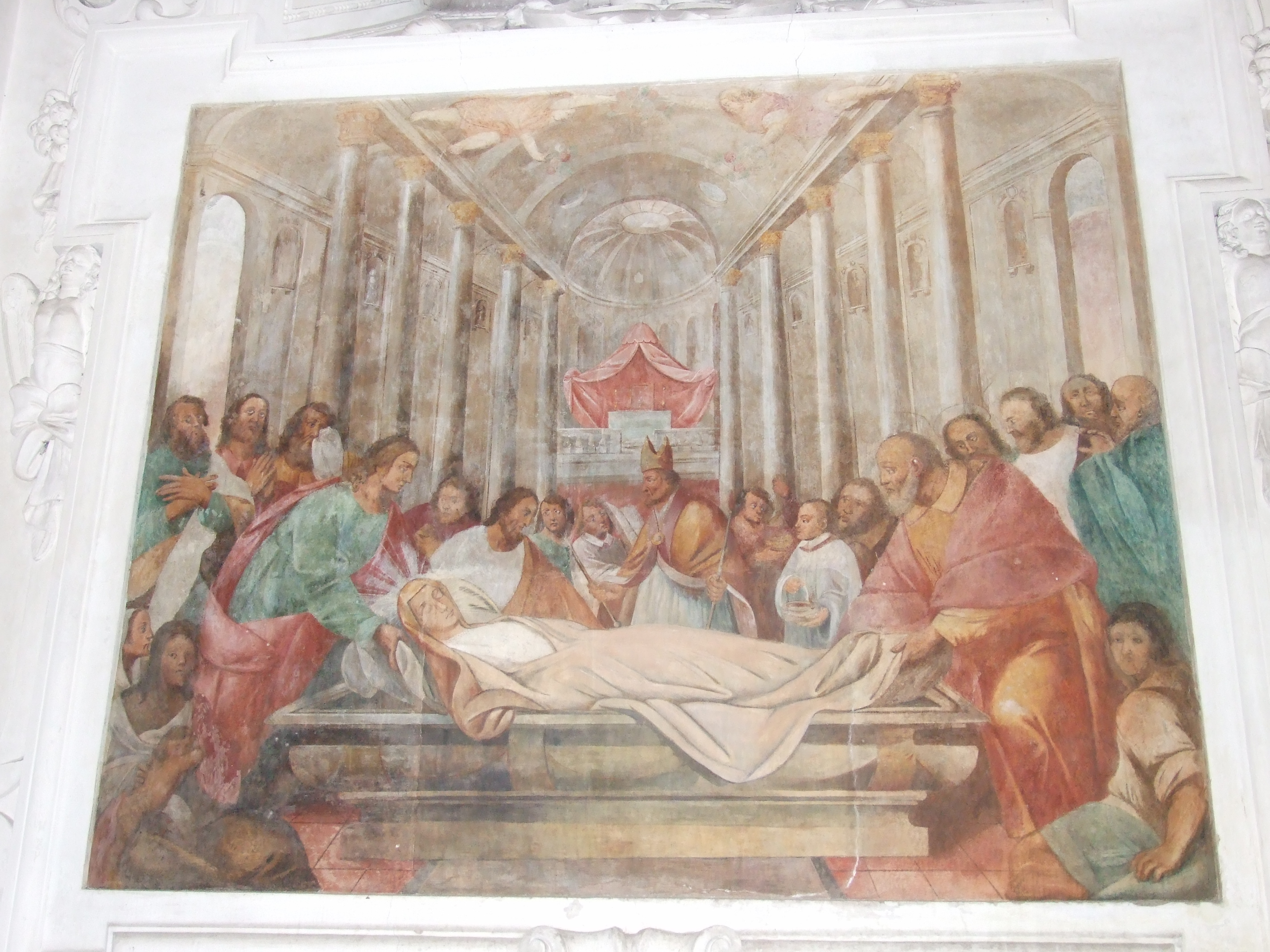
Smrt P. Marie (freska v kapli Nanebevzetí Panny Marie, zámek Náchod. Autoři: Harovník a Vanetti)

Dochovala se však Harovníkem provedená výmalba kaple Nanebevzetí Panny Marie v tzv. Piccolominském zámku v Náchodě z let 1654/5. Na biblických a mariánských vyobrazeních Harovník spolupracoval s italským malířem Giovanni Vanettim.
Následně byl Fabián Haromník vyzván, aby pro skotského válečníka Waltera Leslie (1606–1667), účastníka chebské vraždy Albrechta z Valdštejna, vyzdobil zámek v Novém Městě nad Metují. V letech 1652–1660 Walter Leslie započal raně barokní přestavbu zámku a mezi léty 1657–1660 Harovník na stropy v deseti zámeckých místnostech vymaloval mytologické výjevy z Trojské války, Aeneův příchod do Latia, Smrt Lukrécie, Ünos Sabinek, Smrt královny Didó a alegorie Boje, Vítězství, Války, Míru, Hojnosti a Úrody, včetně Apoteózy rodu Lesliů. Asi v roce 1673 se Fabián Harovník vrátil do Nového Města nad Metují, aby freskami s mariánskými a christologickými výjevy vyzdobil zámeckou kapli zasvěcenou sv. Salvátorovi.,, Po dokončení výzdoby zámeckých sálů v Novém Městě nad Metují se Fabián Harovník vrátil do Prahy, kde se podílel malbou Obětování v chrámu na výzdobě ambitu pražské Lorety.,
V souvislosti s raně barokní přestavbou Lobkowiczkého paláce na Pražském hradě si Václav Eusebius, 2. kníže Lobkowicz, pozval Fabiána Harovníka, přestože mu již v roce 1662 dodal návrhy na palácovou výzdobu malíř Jan Krištof Christi. Nejranější část výmalby zahrnující osmnáct stropů v piano nobile Lobkowiczkého paláce provedl Fabián Harovník mezi roky 1664 a 1665, přičemž malby neprovedl na malířské plátno., ale barvami nanášenými na suchou omítku, přičemž pojidly byl klih smíchaný s olejem. V následujících třech letech malíř provedl výzdobu hlavního, tzv. Císařského sálu Lobkowiczkého paláce. V původní podobě se do dnešní doby zachovala výzdoba jen na piano nobile a to u dvou sálů a palácové kaple sv. Václavova. Stropy sálů a kaple zdobí bohaté nástropní štuky, které technikou terakoty zhotovil v roce 1665 Domenico Galli (po 1600–1675). Do připravených stropních ploch předsálí (dnes koncertní sál) Fabián Harovník namaloval, podobně jako v zámku v Novém Městě nad Metují, Triumfální průvod zvaný též Caesarův triumf. Toto vyobrazení po obvodu doplnil vojenskou a imperiální tematikou.

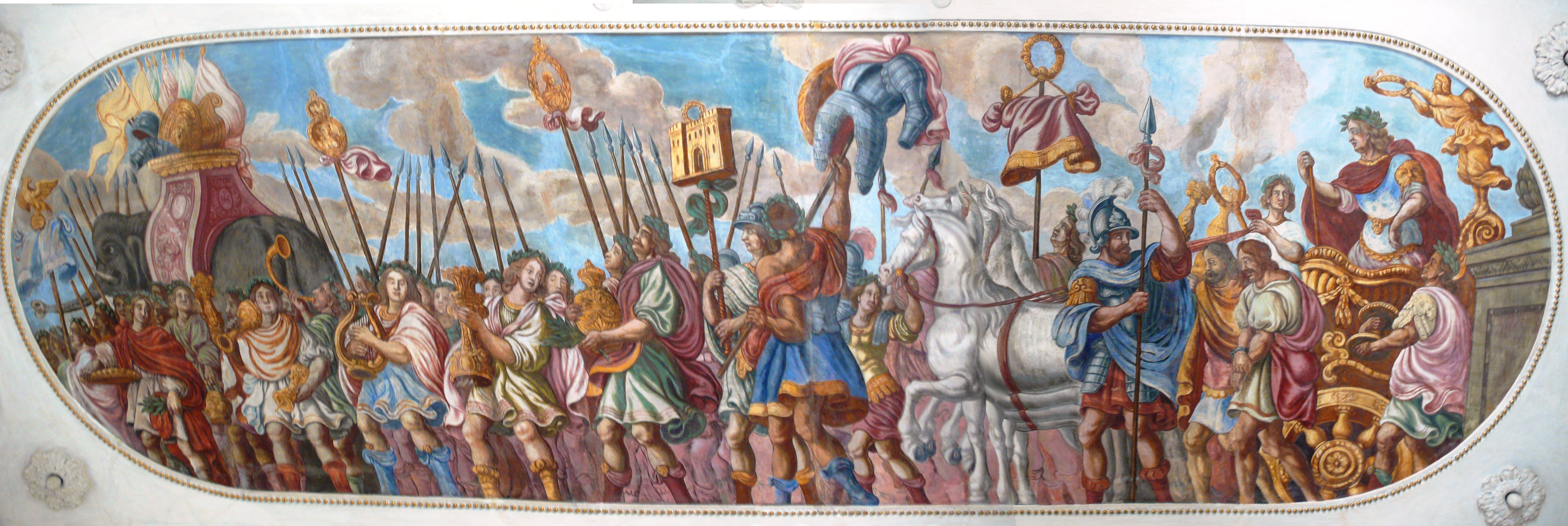
Caesarův triumf (asi 1665, Lobkowiczký palác, Pražský hrad. Autor: F. V. Harovník)

Dále v předsálí do dvou kartuší nad krby Fabián Harovník namaloval dvojici emblémů upomínající na rod vládců Burgundska a na v roce 1429 jimi založený Řád zlatého rouna. Byl to odkaz to na rok 1644, kdy Řád zlatého rouna byl udělen knížeti Václavovi Eusebiovi. Harovník také vyzdobil strop následující místnosti (původně jídelna, dnes balkonový sál). Malíř na něm namaloval dvě vyobrazení a to Hostinu olympských bohů a Hostinu pozemšťanů. Mezi obě pole vložil vyobrazení Apollón pod Parnasem. Obrazy jsou variantou téhož tématu, které Harovník použil v jídelně zámku v Novém Městě nad Metují. Využil k tomu Greuterovy rytiny podle návrhu Pietra da Cortona (1596–1669). Tyto tři fresky obklopuje Alegorie světadílů a vyobrazení Živly, Roční doby, v rozích stropu pak drobné mytologické výjevy Únos Ganyméda, Apollón a Dafné, Únos Evropy a Bohyně Thetis ve Vulkánově dílně. Motiv bohyně Thetis, stejně jako další drobné ovidiovské scény Harovník vytvořil na základě ryteckých předloh Virgila Solise. Ve scénách olympských a pozemských hostin Harovník důsledně odlišil mužské a ženské postavy tmavými a světlými inkarnacemi a šrafováním.

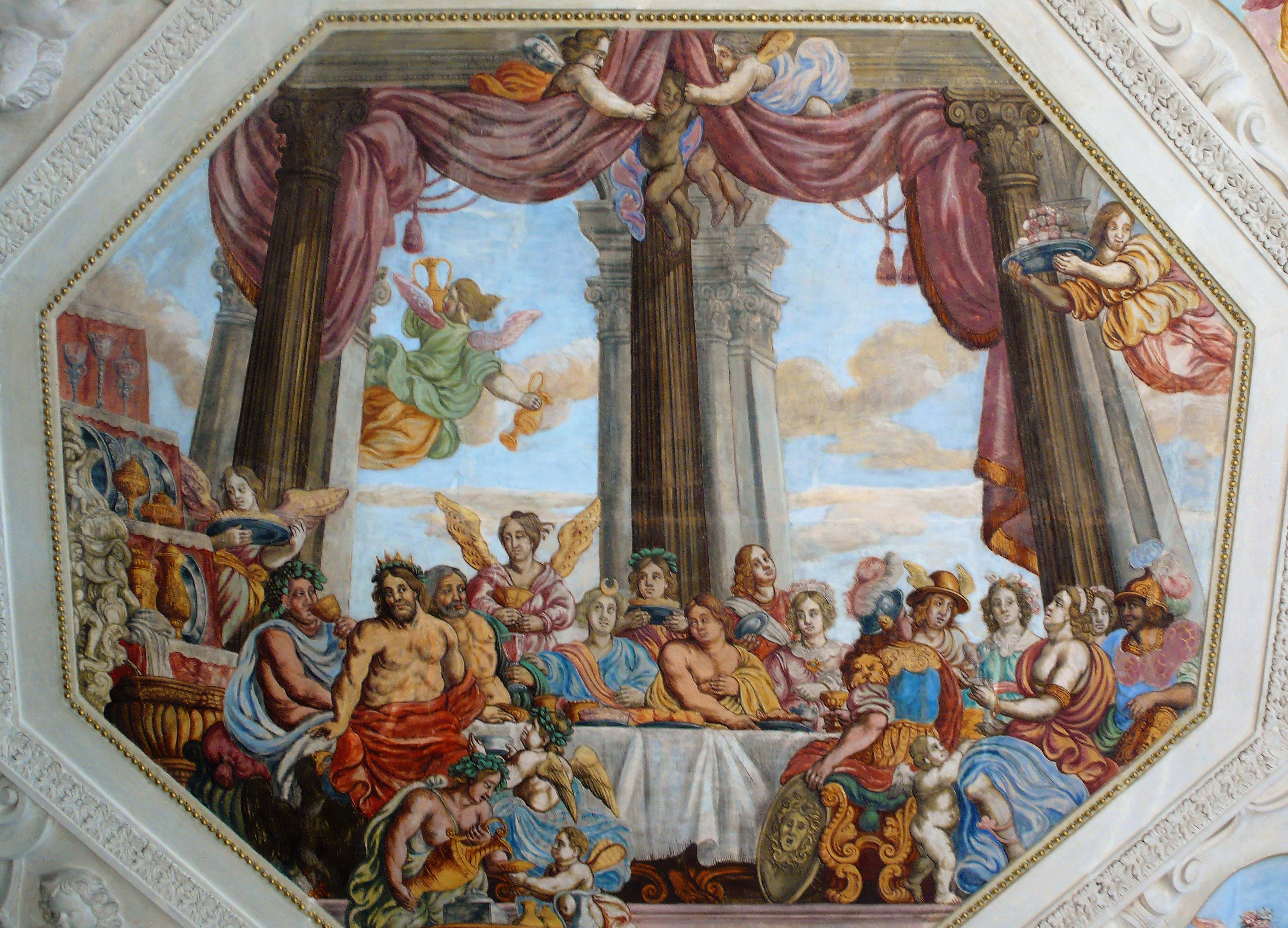
Hostina antických bohů (asi 1665, jídelna Lobkowiczkého paláce, Pražský hrad. Autor: F. V. Harovník)

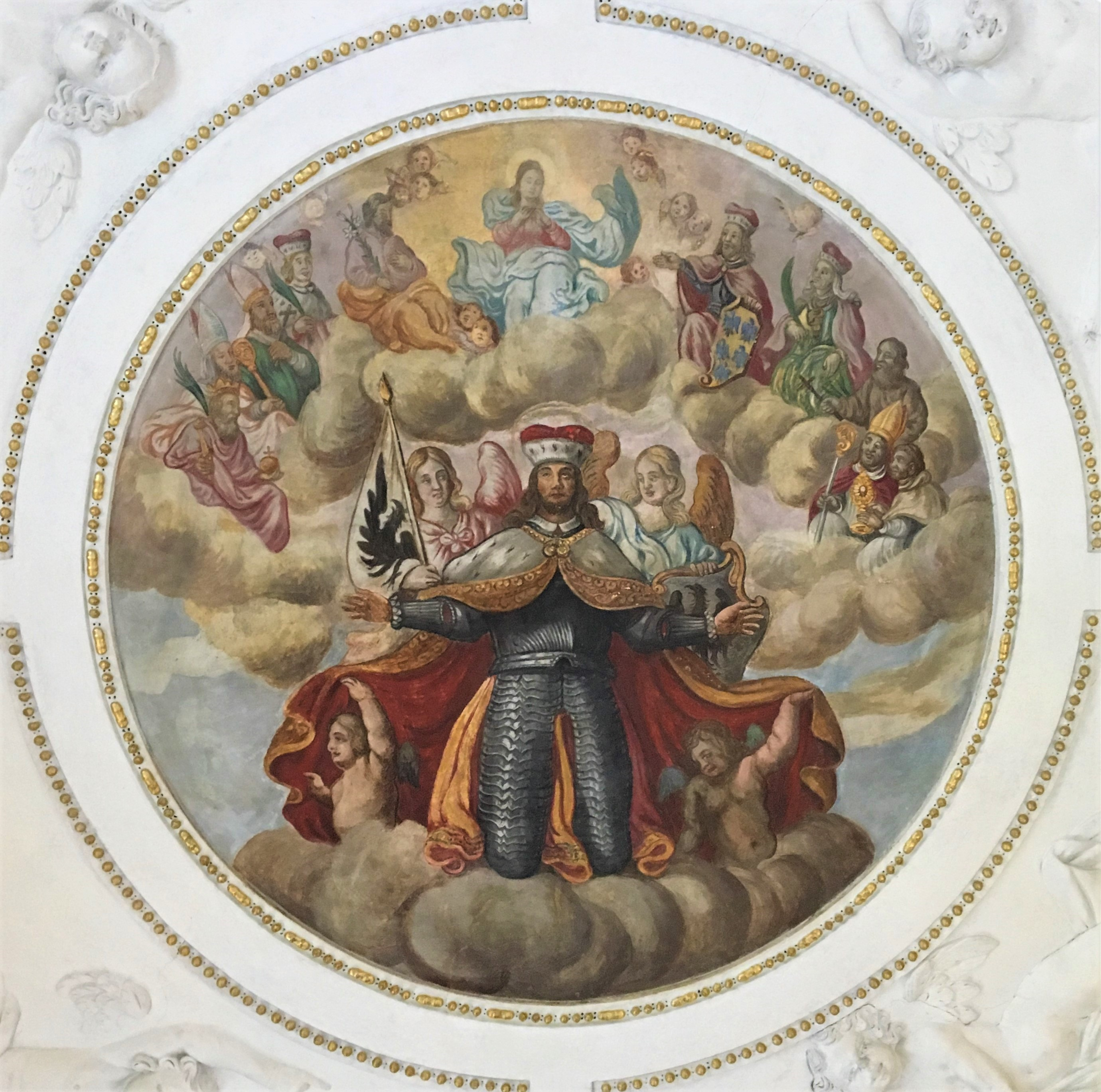
Stropní výzdoba kaple sv. Václava (asi 1665, Lobkowiczký palác na Pražském hradě. Autor: F. V. Harovník)

Fabián Harovník rovněž vyzdobil palácovou kapli zasvěcenou sv. Václavovi. Ve třech polích na stropě vyobrazil Nejsvětější Trojici, Sv. Václava obklopeného patrony České země a Sv. Václava - ochránce České země. Vymaloval i 22 drobných podélných ploch pod stropem kaple scénami ze života tohoto světce, které vycházejí ze svatováclavského cyklu, jak ho před rokem 1643 namaloval Karel Škréta pro klášter na Zderaze.
Původně zdobily Harovníkovy fresky také hlavní, tzv. Císařský sál. Odkryté zbytky fresek ukázaly, že Harovník stěny tohoto, na tu dobu mimořádného sálu, vyzdobil iluzivní malbou sloupoví, balustrádami, falešnými okny a nikami, do nichž namaloval postavy panovníků. Václav Eusebius z Lobkowicz tím zřídil první císařský sál v pobělohorských Čechách. Označoval se tak prostor šlechtických sídel, v němž byly zobrazeny postavy římských a německých císařů vyjadřující kontinuitu císařské instituce od antiky až po oslavu v té době vládnoucího habsburského rodu. Přitom se v něm malíř nechal inspirovat výzdobou Zlatého sálu v Augsburgu z roku 1622. Z původně 16 vyobrazených panovníků lze dnes identifikovat jen habsburského císaře Alberta II. s impresou.

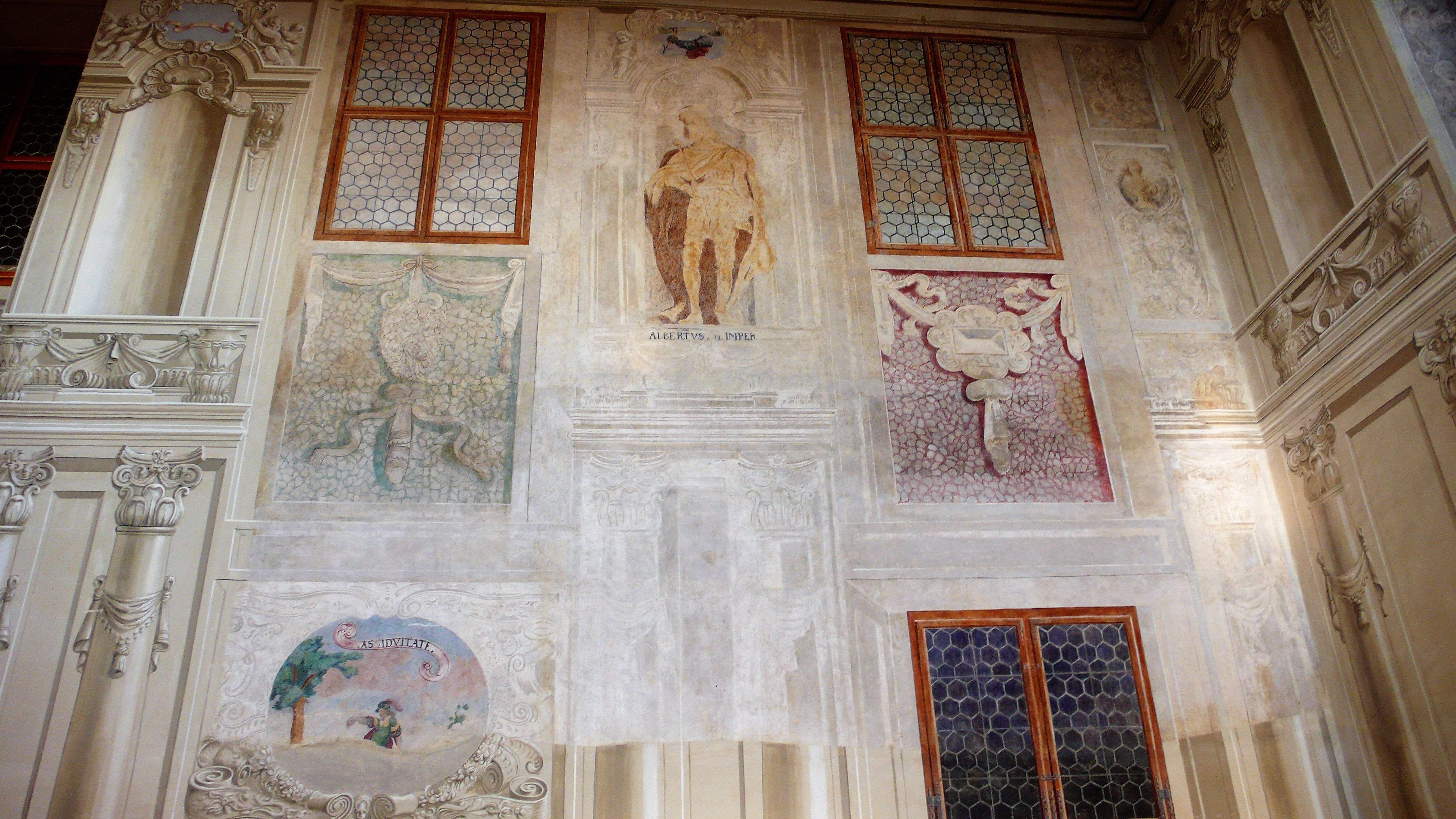
Výzdoba západní stěny hlavního sálu s postavou císaře Alberta II. (Císařský sál Lobkowiczkého paláce, Pražský hrad. Namaloval: F. V. Harovník, asi 1665)

Vyobrazení císařů vycházelo z díla Francesca Terzii nazvaného Imagines Gentis Austriacae z let (1558–1571). Je však obtížné dělat závěry z této freskové výzdoby, ze které se zachovala jen asi pětina ikonografického programu výmalby hlavního sálu. Není však pochyb, že fresková výmalba Císařského sálu Lobkowiczkého paláce působila v 60. letech 17. století mimořádně silným dojem.

## Umělecko-historický význam díla Fabiána Václava Harovníka
Po ukončení třicetileté války byla raně barokní fresková výzdoba v Českých zemích v pozadí zájmu vůči malbě závěsných obrazů. Nepřekvapí proto, že nástěnné malbě se věnovali i malíři tvořící oltářní obrazy. Fabián Václav Hamerník byl jedním z mála specialistů na nástěnnou malbu. Nebyl sice malířem výjimečných kvalit, ale zadavatelé mu svěřovali i rozsáhlé práce, které byl schopen rychle splnit. Dokládá to výzdoba hlavního (Císařského) sálu Lobkowiczkého paláce na Pražském hradě. Přitom použil již existujících grafických cyklů nebo i obrazů známých malířů jako předloh, z nichž vytvářel až toporně působící obrazové kompozice.